# Epilobium kingdonii
Epilobium kingdonii är en dunörtsväxtart som beskrevs av John Earle Raven. Epilobium kingdonii ingår i släktet dunörter, och familjen dunörtsväxter. Inga underarter finns listade i Catalogue of Life.